# Eugenio Miccini
Eugenio Miccini (* 23. Juni 1925 in Florenz; † 19. Juni 2007 in Florenz) war ein Dichter, Künstler und Essayist. Autor der visuellen Poesie.

## Veröffentlichungen
- Miccini Eugenio, "Une semiologie de la transgression", in "Inter", Quebec, avril 1984. E in "Poesia visiva e dintorni", Meta, Firenze 1995.
- Miccini Eugenio, La poesia è violenza, Poesia visiva, Poesia politica, pubblica, Firenze, Tèchne, 1972.
- Miccini Eugenio, La poesia visiva oggi, in Poesia Totale, 1897–1997: dal colpo di dadi alla poesia visuale, 2, a cura di Mascelloni, Sarenco, Parise, Verona, 1998, p. 37–38
- Miccini Eugenio, Poesia e no, 1963–1984, Udine, Campanotto, 1985
- Miccini Eugenio, Poesia Visiva: 1962–1991, Verona, Parise, 1991
- Miccini Eugenio, Anche il silenzio è parola, Firenze, Edizioni Meta Parole e Immagini, 2002
- Libri D'artista, a cura di Eugenio Miccini, Annalisa Rimmaudo, Mantova, Sometti, 2000

## Ausstellungen
La Biennale di Venezia, Quadriennale di Roma, Stedelijik Museum di Amsterdam, Palazzo Forti Verona, Palazzo vecchio di Florenz, GAM, Palazzo dei Diamanti di Ferrara.